# Пачесюк Сергій Никонович
Сергій Никонович Пачесюк (нар. 10 квітня 1951) — член Партії регіонів; колишній народний депутат України V та VI скликання.
Народився 10 квітня 1951.
Освіта: вища.
10 серпня 2012 року у другому читанні проголосував за Закон України «Про засади державної мовної політики». Закон було прийнято із порушеннями регламенту.
Народний депутат України 6-го скликання з травня 2011 до грудня 2012 від Партії регіонів, № 227 в списку. На час виборів: народний депутат України, член ПР. Член фракції Партії регіонів (з травня 2011). Член Комітету з питань транспорту і зв'язку (з червня 2011).
Народний депутат України 5-го скликання з квітня 2006 до листопада 2007 від Партії регіонів, № 150 в списку. На час виборів: голова правління ВАТ «Черкаське АТП 17127», член ПР. Член фракції Партії регіонів (з травня 2006). Член Комітету з питань транспорту і зв'язку (з липня 2006).
З 1984 — начальник АТП 23121 (з липня 1986 — Черкаське АТП 17127).
Обраний депутатом Черкаської облради (квітень 2006).